# Койдзумі Юкіе
Койдзумі Юкіе (нар. 24 січня 1958) — колишня японська тенісистка.
Найвищу одиночну позицію світового рейтингу — 159 місце досягла 30 січня 1989, парну — 172 місце — 19 грудня 1988 року.
Найвищим досягненням на турнірах Великого шолома було 2 коло в одиночному розряді.

## Фінали ITF

### Одиночний розряд: 1 (0–1)
| Результат | Дата           | Турнір              | Покриття | Суперниця | Рахунок  |
| --------- | -------------- | ------------------- | -------- | --------- | -------- |
| Поразка   | 21 жовтня 1985 | Саґа (Саґа), Японія | Тверде   | Лі Сіньї  | 6–2, 6–3 |

### Парний розряд: 1 (1–0)
| Результат | Дата            | Турнір           | Покриття | Партнерка      | Суперниці       | Рахунок       |
| --------- | --------------- | ---------------- | -------- | -------------- | --------------- | ------------- |
| Перемога  | 30 вересня 1991 | Хоккайдо, Японія | Тверде   | Мідзокуті Мікі | Тан Мінь Лі Фан | 6–1, 3–6, 6–3 |